# 弘フン
弘昐（こうふん、康熙36年6月2日(1697年7月19日) - 康熙38年2月29日(1699年3月30日)）は清の雍正帝の皇子。乾隆帝の異母兄。母は斉妃李氏。実際には第二子だが、2歳で早世したため子の序列には数えられなかった。